# Пратт, Орсон
Орсон Пратт (19 сентября 1811 — 3 октября 1881) — американский религиозный деятель, мормонский апостол, а также математик, политик и духовный писатель.
Родился в бедной семье в Хартфорде, Нью-Йорк. В 1830 году присоединился к Мормонской церкви, став в 1834 году членом её «совета двенадцати», а в 1835 году — одним из её так называемых двенадцати апостолов. В конце 1830-х годов, когда мормоны жили в Иллинойсе, преподавал в университете Науву. В 1847 году был одним из лидеров миграции американских мормонов в Юту. В 1865 году проповедовал мормонское учение в Австрийской империи. Был женат на 10 женщинах, имел как минимум 45 детей.
Пратт был также относительно известным учёным-математиком. Он преподавал математику в университете Десерет и написал несколько книг по этому предмету, в том числе «Cubic and Biquadratic Equations» (1866). Он был членом и несколько раз избирался спикером Палаты представителей Юты. Его наиболее известные работы на религиозные темы — «Key to the Universe» (1866) и «The Bible and Polygamy» (1870).